# Paderno d'Adda
Paderno d'Adda est une commune italienne de la province de Lecco, dans la région de la Lombardie.

## Administration
| Période                                  | Période | Identité | Étiquette | Qualité |
| ---------------------------------------- | ------- | -------- | --------- | ------- |
|                                          |         |          |           |         |
| Les données manquantes sont à compléter. |         |          |           |         |

### Communes limitrophes
Calusco d'Adda, Cornate d'Adda, Medolago, Robbiate, Verderio Superiore.